# Kotava Avaneda
Kotava Avaneda est le comité linguistique de la langue kotava. En kotava, le mot avaneda signifie : « comité linguistique ». Il s'agit d'un groupe de personnes bénévoles qui valident ou rejettent par votes, annuellement ou presque, des idées de réformes ou de nouveaux mots.